# Nick Jr.
A Nick Jr. óvodásoknak szóló amerikai tévécsatorna, a Nickelodeon társcsatornája. 
Először műsorblokként indult 2000 szeptemberében a Nickelodeonon, 2012. január 1-jén pedig mint 24 órás csatorna, angolul, 2013. október 1-jétől magyar hanggal is sugároz. A műsorblokk a Nickelodeonon még 2022. január 31-ig volt képernyőn.
2016. október 1-én a csatorna "újjászületett" Magyarországon, s immár kereskedelmi reklámokkal sugároz. A reklámokat a Viacom csatornája lévén az RTL Saleshouse értékesíti. Az európai, reklámmentes változat tovább fog sugározni a többi országnak.
2024. február 5-én a csatorna új logót és arculatot kapott.
Magyarországon a csatorna hangja Solecki Janka.

## Műsorok

### Jelenlegi sorozatok
| #  | Eredeti cím                    | Magyar cím             | Évadok | Részek  | Magyar sugárzás      |
| -- | ------------------------------ | ---------------------- | ------ | ------- | -------------------- |
| 1. | PAW Patrol                     | A Mancs őrjárat        | 4/4    | 115/104 | 2013. november 25.   |
| 2. | Bossy Bear                     | Diri Maci              | 1/7    | 7/7     | 2023. június 24.     |
| 3. | Rubble and Crew                | Rubble és a brigád     | 1/20   | 20/20   | 2023. szeptember 4.  |
| 4. | The Adventures of Paddington   | Paddington kalandjai   | 2/20   | 52/52   | 2019. december 4.    |
| 5. | Deer Squad                     | Szarvas osztag         | 2/26   | 52/52   | 2021. február 1.     |
| 6. | Baby Shark's Big Show          | Baba cápa nagy műsora  | 2/26   | 52/52   | 2021. október 18.    |
| 7. | Bubble Guppies                 | Bubbi Guppik           | 6/26   | 156/156 | 2011. szeptember 10. |
| 8. | Blaze and the Monster Machines | Láng és a szuperverdák | 6/26   | 152/152 | 2015. május 10.      |